# Saint-Hervé
Saint-Hervé is een gemeente in het Franse departement Côtes-d'Armor (regio Bretagne) en telt 397 inwoners (1999). De plaats maakt deel uit van het arrondissement Saint-Brieuc.

## Geografie
De oppervlakte van Saint-Hervé bedraagt 9,7 km², de bevolkingsdichtheid is 40,9 inwoners per km².

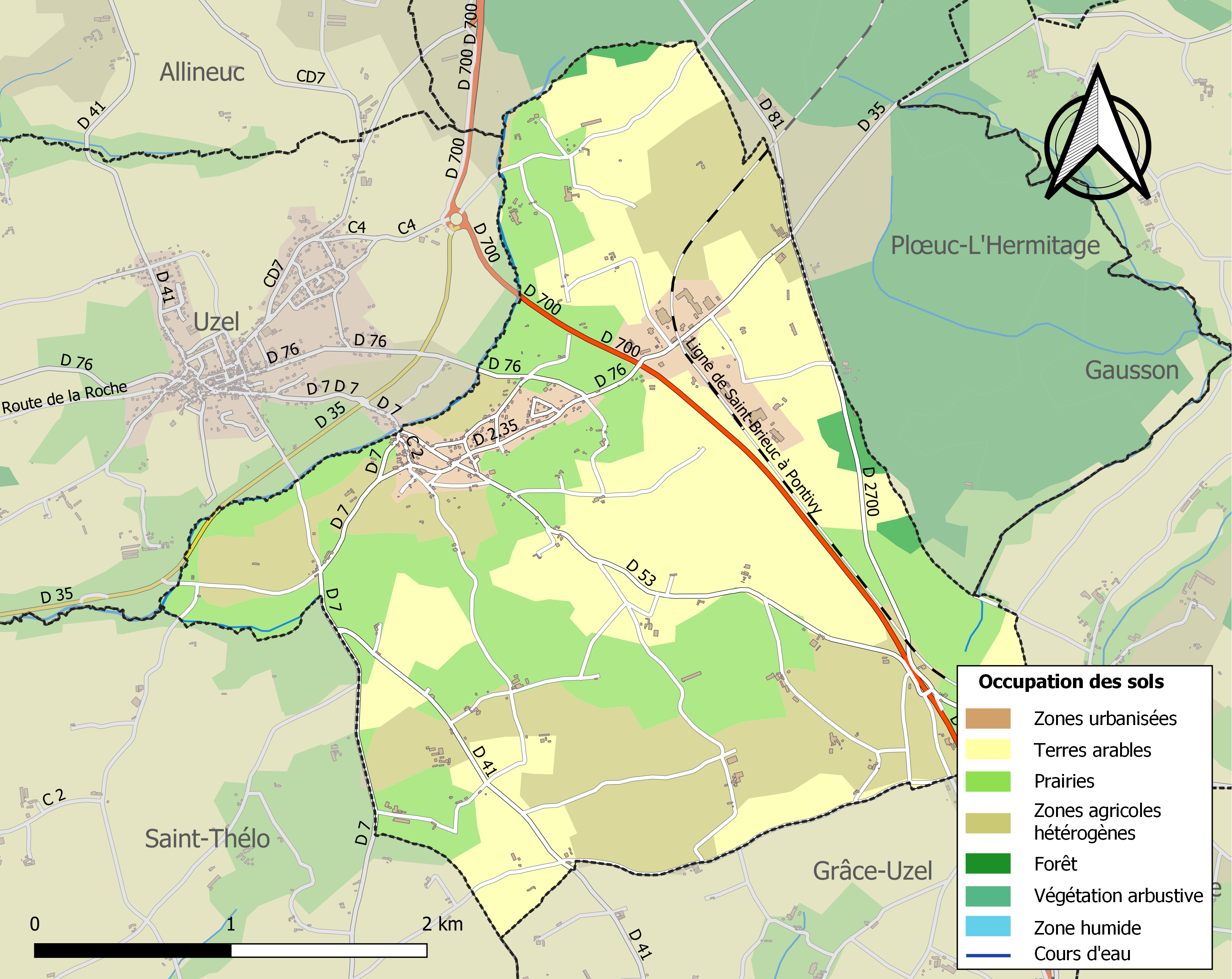
Kaart van de gemeente met de belangrijkste infrastructuur, bodemgebruik en omliggende gemeenten

## Demografie
Onderstaande figuur toont het verloop van het inwonertal (bron: INSEE-tellingen).